# Crociata contro i Forlivesi
La crociata contro i Forlivesi è una crociata che ha motivazioni indirettamente religiose, ma anche fortemente politiche: si situa infatti nel XIV secolo, nel corso del tentativo del cardinale Egidio Albornoz di recuperare al potere Papale le Marche e la Romagna. È in realtà costituita da quattro consecutive crociate.
Durante il soggiorno dei papi ad Avignone, va premesso, i loro territori in Italia erano stati di fatto perduti: Forlì, in particolare, che vantava una lunga tradizione ghibellina, aveva anche prima una politica di grande indipendenza da Roma ed era stata a lungo oggetto di vani tentativi di assoggettarla da parte dei Papi.
Il 30 giugno 1353, Papa Innocenzo VI incaricò, dunque, Albornoz di restaurare l'autorità papale nei territori della Chiesa in Italia, col titolo di legato e vicario generale degli Stati Papali con poteri straordinari.
Con lusinghe e minacce, il cardinale riuscì ad ottenere la sottomissione dei vari signori locali che detenevano il potere nei territori della Chiesa, ma non quella di Francesco II Ordelaffi, signore di Forlì.
Così, per giungere a piegarne la ghibellina ostinazione, il Papa bandì, nel 1355, la crociata contro i Forlivesi. Il Papa cercò di smuovere non solo l'Italia in questa impresa, ma anche altri paesi d'Europa, come la Germania o l'Ungheria, mominando Luigi I d'Ungheria capitano generale della Crociata stessa.
Alla fine del 1356, l'unica porzione dello Stato della Chiesa che ancora resistesse al potere del Papa erano i territori in mano all'Ordelaffi.
Nel 1357, Albornoz dovette rientrare ad Avignone, lasciando aperta la lotta contro Forlì, che continuò anche negli anni successivi, e che vide l'eroica e sfortunata difesa di Cesena da parte della moglie di Francesco, la celebre Cia degli Ordelaffi: fino a che, nel 1359, si giunse ad un accordo: Francesco cedeva Forlì ad Albornoz, che vi si insediava, a simbolica dimostrazione che il conflitto era concluso ed ogni ribellione nello Stato della Chiesa era sedata; all'Ordelaffi andava il governo di Forlimpopoli e Castrocaro, a titolo di vicario papale.
La crociata contro i Forlivesi poteva considerarsi finita.